# Tranvia di Saragozza
La tranvia di Saragozza è una linea tranviaria che serve la città spagnola di Saragozza.